# Patton Oswalt
Patton Oswalt, né le 27 janvier 1969 à Portsmouth (Virginie), est un acteur, humoriste, scénariste, producteur et auteur américain.

## Biographie

### Enfance, carrière et vie privée
Oswalt est né à Portsmouth, en Virginie, fils de Carla et Larry J. Oswalt. Il a grandi dans l'état d'Ohio et Tustin Meadows en Californie, avant de s'installer à Sterling, en Virginie, et a été diplômé en 1987 du Broad Run High School, à Ashburn, en Virginie. Il a fréquenté le Collège de William et Mary, où il s'est spécialisé en anglais et a été initié dans le chapitre Alpha Theta de la Fraternité Phi Kappa Tau.
Oswalt a commencé le stand-up dans la fin des années 1980 / début des années 1990, par son propre aveu. En 1998, il est choisi pour interpréter Spence Olchin dans le sitcom Un gars du Queens, jusqu'à la fin de la série en 2005.
Par la suite, deux années plus tard (2007), il prête sa voix à « Rémy » dans le film d'animation Ratatouille, où il a été nommé aux Annie Awards 2008 dans la catégorie « Meilleure performance pour un film d'animation dans un premier rôle ».
Le 26 février 2009, Patton a enregistré son troisième album de comédie intitulé My Weakness is Strong. Il a été diffusé sur Comedy Central le 23 août 2009 et est sorti en DVD deux jours plus tard. L'album a été nommé aux Grammy Award. En janvier 2011, Oswalt a publié son premier livre, intitulé Zombie Spaceship Wasteland.
Oswalt a épousé le 24 septembre 2005 la romancière Michelle McNamara, auteur du livre-enquête sur le Golden State Killer. Leur fille, Alice Rigney Oswalt, est née le 15 avril 2009. Le 21 avril 2016, Michelle McNamara est morte dans son sommeil dans leur maison de famille à Los Angeles en Californie. Elle est décédée à cause d'une combinaison de médicaments sur ordonnance, l'Adderall et le Xanax, et d'une maladie cardiaque non diagnostiquée.

## Filmographie

### Comme acteur

#### Cinéma

##### Films
- 1995 : Mind Control
- 1996 : Quarrantine
- 1996 : Touche pas à mon periscope (Down Periscope) : Stingray Radioman
- 1998 : Vermin
- 1999 : Desperate But Not Serious (en) : Auteur #1
- 1999 : Magnolia de Paul Thomas Anderson : Delmer Darion
- 1999 : Man on the Moon : Blue Collar Guy
- 2001 : Zoolander : Monkey Photographer
- 2002 : The Vinyl Battle : Disc Jockey
- 2002 : Run Ronnie Run (en) de Troy Miller : Dozer - Editor #1
- 2002 : ZigZag : Shelly
- 2003 : Calendar Girls : Larry
- 2004 : Starsky et Hutch (Starsky & Hutch) : Disco DJ
- 2004 : Outpost (vidéo) : Buddha
- 2004 : See This Movie : Felix
- 2004 : New York Taxi (Taxi) : Clerk at Inpound Office
- 2004 : Blade: Trinity (Blade: Trinity) : Hedges
- 2005 : The Comedians of Comedy
- 2005 : Cake Boy (vidéo) : Cake Pervert
- 2006 : Playboy à saisir (Failure to Launch) : Techie Guy
- 2007 : Balles de feu : Le Marteau
- 2008 : Au cœur du haras : Milo
- 2009 : Observe and Report : Roger
- 2011 : A Very Harold & Kumar 3D Christmas
- 2011 : Young Adult : Matt Freehauf
- 2012 : Jusqu'à ce que la fin du monde nous sépare (Seeking a Friend for the End of the World), de Lorene Scafaria : Roache
- 2013 : Odd Thomas de Stephen Sommers : Ozzie P. Boone
- 2014 : La Vie rêvée de Walter Mitty : Todd Maher
- 2016 : Les Espions d'à côté (Keeping Up with the Joneses) : Bruce Springstein/Scorpion
- 2016 : The Confirmation de Bob Nelson : Drake
- 2017 : The Circle de James Ponsoldt : Tom Stenton
- 2018 : Sorry to Bother You de Boots Riley :
- 2018 : Nostalgia de Mark Pellington : Peter
- 2021 : The Sparks Brothers (documentaire) d'Edgar Wright : lui-même
- 2021 : Les Éternels (Eternals) de Chloé Zhao : Pip le Troll (voix)
- 2024 : SOS Fantômes : La Menace de Glace (Ghostbusters: Frozen Empire) de Gil Kenan

##### Films d'animation
- 2007 : Ratatouille : Rémy
- 2018 : Teen Titans Go! Le film (Teen Titans Go! To the Movies) de Aaron Horvath et Peter Rida Michail : Atom
- 2019 : Comme des bêtes 2 (The Secret Life of Pets 2) de Chris Renaud : Max

#### Télévision

##### Téléfilms
- 1996 : Sleep
- 2019 : Kim Possible de Zach Lipovsky et Adam B. Stein : Pr Dementor

##### Séries télévisées
- 1994 : Seinfeld (Saison 6, épisode 5 "Le canapé") : L'employé du Vidéo-club
- 1996 : Robbery
- 1996 : Lottery
- 1998-2007 : Un gars du Queens : Spence Olchin
- 2005 : Reel Comedy: Wedding Crashers : Host
- 2009-2010 : United States of Tara : Neil
- 2009-2010 : Community : Male Nurse Jackie
- 2009-2010 : Bored to Death : Howard
- 2010 : Weird: The Al Yankovic Story (vidéo): Dr Demento
- 2010 : The Sarah Silverman Program: Vincent Van Guy
- 2010 : Caprica : Baxter Sarno
- 2012 : Burn Notice : Schmidt
- 2012 : Mon oncle Charlie (Two and a Half Men)
- 2013-2015 : Justified : Bob Sweeney
- 2013 : Parks and Recreation
- 2013 : Brooklyn Nine-Nine : Fire Marshal Boone
- 2014-2020 : Marvel : Les Agents du SHIELD : Agent Erik Koenig, Billy Koenig, Sam Koenig, Thurston Koenig et Ernest Hazard Koenig
- depuis 2013 : Les Goldberg : Adam Goldberg (voix off)
- 2015-2019 : Veep : Teddy Sykes
- 2017 - 2019 : Happy! : Happy (voix)
- 2019 : Veronica Mars : Penn Epner
- 2022 : Gaslit : Charles Colson
- 2022 : Space Force : Capitaine Lancaster
- 2022 : Sandman : Matthew le corbeau (voix)
- 2023 : What We Do in the Shadows : épisode 10, saison 5 (lui-même)

##### Séries d'animation
- 2003-2007 : Kim Possible : Pr Dementor / Pr DeMenz
- 2006 : The Amazing Screw-On Head : Mr. Groin
- 2007 : Bob l'éponge : Jim
- 2007-2015 : WordGirl : Tobey McCallister III
- 2010 : Neighbors from Hell : Pazuzu
- 2012-2015 : Axe Cop : Sockarang
- 2014-2020 : BoJack Horseman : Pinky Penguin
- 2016 et 2019 : My Little Pony: Les amies c'est magique : Quibble Pants
- 2017-2018 : Justice League Action : Space Cabbie
- 2017-2019 : Spider-Man : oncle Benjamin « Ben » Parker
- Depuis 2018 : Spy Kids : Mission critique (Spy Kids: Mission Critical) (série télévisée d'animation) : Bradley Feinstein / Mint Condition
- 2019 : Teen Titans Go! : Atom (saison 5, épisodes 41 - Strength of a Grown Man)
- Depuis 2021 : M.O.D.O.K. : MODOK

### Comme scénariste

#### Cinéma
- 1995 : Mind Control
- 1996 : Quarrantine
- 1998 : Vermin

#### Télévision
- 1996 : Sleep
- 1996 : Robbery
- 1996 : Lottery
- 2004 : MTV Special: 'Dodgeball - A True Underdog Story'
- 2009 : Patton Oswalt: My Weakness Is Strong

### Comme producteur

#### Cinéma
- 2005 : The Comedians of Comedy

#### Télévision
- 2005 : The Comedians of Comedy

### Autobiographie
- Patton Oswalt, Zombie Spaceship Wasteland, Scribner, 2011[5].
- Patton Oswalt, Silver Screen Fiend: Learning About Life from an Addiction to Film, ScribnerSimon & Schuster, 2015.

### Comics
- Patton Oswalt, JLA: Welcome to the Working Week, DC Comics, 2003.
- Patton Oswalt, Bizarro World, DC Comics, 2005[6].
- Patton Oswalt, Thomas Lennon, Steve Niles et Eric Powell, The Goon: Noir, Dark Horse Comics, 2007.
- Patton Oswalt, Bart Simpson's Treehouse of Horror #13, Bongo Comics, 2007.
- Justice League of America: The Lightning Saga (préf. Patton Oswalt), DC Comics, 2008.
- Patton Oswalt, Serenity: Float Out, Dark Horse Comics, 2010.
- Patton Oswalt, Geoff Johns, Ed Brubaker, Brian Azzarello, Marc Andreyko, Allen Warner, Paul Jenkins, Judd Winick et Jill Thompson, Wildstorm Presents #1, DC Comics, 2010[7].
- Patton Oswalt et Will Conrad, Better Days and Other Stories, Dark Horse Comics, 2011.
- Patton Oswalt, Kona Morris et Jon Olsen, Chris Henry, Sky Cake!, Godless Comics, 2012.
- Patton Oswalt, Love Is Love, IDW Comics et DC Comics, 2016.
- Patton Oswalt, M.O.D.O.K.: Head Games, Marvel Comics, 2020.
- Patton Oswalt, Jimmy Palmiotti, Amanda Conner et Brandon Thomas, Dark Knights: Death Metal - The Multiverse Who Laughs #1, DC Comics, 2020[8].
- Patton Oswalt, Black Hammer: Visions #1, Dark Horse Comics, 2021[9].

### Non-fiction
- Patton Oswalt et Henry H. Owings, The Overrated Book, San Francisco, Last Gasp, 2006.
- Patton Oswalt et Henry H. Owings, The Rock Bible: Unholy Scripture for Fans & Bands, Philadelphia, Quirk Books, 2008.
- (en) Patton Oswalt, « Patton Oswalt Remembers His Wife, Michelle McNamara: 'She Steered Her Life With Joyous, Wicked Curiosity' », Time,‎ 3 mai 2016 (lire en ligne))[10]
- (en) Patton Oswalt, « Patton Oswalt's Year of Magical Parenting », GQ,‎ 2 décembre 2016 (lire en ligne)[11]

## Distinctions

### Récompenses
- Critics' Choice Television Awards 2013 : Meilleur invité dans une série comique pour Parks and Recreation

### Nominations
- Annie Awards 2008 : Meilleur comédien de doublage pour un premier rôle dans un film d'animation pour la voix de Rémy dans Ratatouille
- Grammy Awards 2009 : Meilleur album de comédie pour Ma faiblesse est forte

## Voix françaises
En France, Jérôme Wiggins est la voix régulière de Patton Oswalt. Daniel Lafourcade l'a également doublé à sept reprises.
| - Jérôme Wiggins dans : - Caprica (série télévisée) - Young Adult - Mon oncle Charlie (série télévisée) - Odd Thomas - Parks and Recreation (série télévisée) - Brooklyn Nine-Nine (série télévisée) - Justified (série télévisée) - Marvel : Les Agents du SHIELD (série télévisée) - Freaks of Nature - Lady Dynamite (série télévisée) - Dimension 404 (en) (série télévisée) - The Circle - The Sparks Brothers - Gaslit (mini-série) - Sandman (série télévisée) - Tom Brady à tout prix (en) - What We Do in the Shadows (série télévisée) - SOS Fantômes : La Menace de glace - Daniel Lafourcade dans : - Modern Family (série télévisée) - Dollhouse (série télévisée) - United States of Tara (série télévisée) - Raising Hope (série télévisée) - Battle Creek (série télévisée) - Reno 911! The Hunt for QAnon (téléfilm) - Manhunt (en) (mini-série) | - Jean-Loup Horwitz dans : - 22 Jump Street - Veep (série télévisée) - Veronica Mars (série télévisée) Et aussi - Guillaume Orsat dans Playboy à saisir - Guillaume Lebon dans Ratatouille (voix) - Bernard Métraux dans Bored to Death (série télévisée) - Philippe Peythieu dans Burn Notice (série télévisée) - Philippe Allard dans Les Goldberg (série télévisée, voix) - Thierry Janssen dans Les Espions d'à côté - Tugdual Rio dans Santa Clarita Diet (série télévisée) - Sébastien Hébrant dans Happy! (série télévisée, voix) - Alexandre Crépet dans Sorry to Bother You (voix) - Emmanuel Curtil dans M.O.D.O.K. (voix) - Nicolas Lormeau dans Les Éternels |